# Giampaolo Parisi
Giampaolo Parisi (Cava de' Tirreni, 17 luglio 1979) è un allenatore di calcio ed ex calciatore italiano, di ruolo difensore.

## Carriera

### Calciatore

#### Club
Cresciuto nella Salernitana, va in panchina nell'ultima giornata del campionato di Serie A 1998-1999. Nella successiva stagione in Serie B scende in campo 6 volte.
In seguito passa a titolo definitivo all'Avellino, che nel corso degli anni lo cede in prestito di nuovo alla Salernitana, poi al Castel di Sangro e infine alla Viterbese.
Successivamente gioca in Serie C1 con le maglie di Sora, Foggia e nuovamente Salernitana.
Dal 2007 scende in Serie C2 con Sansovino, Potenza e Manfredonia.
Nel 2010 passa alla Casertana in Serie D, mentre nel 2011 si trasferisce alla Sarnese nella stessa categoria. Nel 2012 è ingaggiato dall'Agropoli, squadra militante ancora in Serie D.
Nel luglio 2013 resta in serie D firmando per la Cavese, squadra della sua città natale. L'anno successivo, sempre nei dilettanti, passa alla Scafatese, per poi concludere la carriera con Real Pontecagnano e Picciola.

#### Nazionale
Fin dal 1998 fa parte del giro della Nazionale Under 20 con la quale scende in campo 4 volte.
Nel 2000 gioca due partite con la Nazionale Under 21, prima in amichevole contro i pari età del Messico e poi una gara di Qualificazione agli Europei di categoria contro la Romania.

### Allenatore
Nell'agosto 2018 diventa l'allenatore dello Sporting Pontecagnano, venendo successivamente sollevato dall'incarico nel novembre 2019.  Dal 2020 allena le giovanili del Picentia